# 輻紋蓑鮋
輻紋蓑鮋（学名：Pterois radiata）又名軸紋蓑鮋，为鮋科蓑鮋屬下的一个种，熱帶海水魚，分布於印度太平洋區，從東非、南非至社會群島，北起日本琉球群島，南迄密克羅尼西亞、新喀里多尼亞海域，棲息深度1-30公尺，體長可達24公分，棲息在潟湖及臨海礁石區，以甲殼類為食，具有毒棘，可作為觀賞魚。俗名魔鬼、國公、石狗敢、虎魚、雞公、紅虎、火烘、石頭魚。

## 扩展阅读
- 维基共享资源上的相關多媒體資源：輻紋蓑鮋
- 維基物種上的相關：輻紋蓑鮋